# پولگاهانگه
پولگاهانگه (به لاتین: Polgahange) یک منطقهٔ مسکونی در سری‌لانکا است که در استان مرکزی (سری‌لانکا) واقع شده‌است.